# Finale della Coppa CERS 1998-1999
La finale della 19ª edizione della Coppa CERS fu disputata in gara d'andata e ritorno tra gli spagnoli del Liceo La Coruña e i portoghesi del Barcelos. Con il punteggio complessivo di 9 a 7 fu il Liceo La Coruña ad aggiudicarsi per la seconda volta nella storia il trofeo.

## Le squadre
| Squadre         | Partecipazioni precedenti (il grassetto indica la vittoria) |
| --------------- | ----------------------------------------------------------- |
| Liceo La Coruña | 1982                                                        |
| Barcelos        | 1995                                                        |

## Il cammino verso la finale
Il Liceo La Coruña si qualificò alla finale con i seguenti risultati:
- Ottavi di finale: eliminato il Trissino (vittoria per 5-4 all'andata e per 3-2 al ritorno);
- Quarti di finale: eliminato il Vitória Barcelinhos (vittoria per 6-4 all'andata e per 3-2 al ritorno);
- Semifinale: eliminato l'Alcobendas (vittoria per 2-1 all'andata e per 3-2 al ritorno).

Il Barcelos si qualificò alla finale con i seguenti risultati:
- Ottavi di finale: eliminato il Reus Deportiu (vittoria per 5-2 all'andata e per 4-3 al ritorno);
- Quarti di finale: eliminato il Roller Salerno (vittoria per 11-3 all'andata e sconfitta per 3-2 al ritorno);
- Semifinale: eliminata il Vilafranca (vittoria per 7-2 all'andata e per 8-0 al ritorno).

## Tabellini

### Andata
| Barcelos 10 aprile 1999 | Barcelos | 7 – 4 | Liceo La Coruña | Pavilhão Municipal |

### Ritorno
| La Coruña 17 aprile 1999 | Liceo La Coruña | 5 – 0 | Barcelos | Pazo dos Deportes de Riazor |